# Keith Spurgeon
Keith Spurgeon (* 29. August 1932; † Dezember 1984) war ein englischer Fußballspieler und -trainer. Als Spieler gelang ihm der Durchbruch als Profi nicht. In seiner Trainerlaufbahn stechen Engagements in den ersten Ligen von den Niederlanden, dort unter anderem bei Ajax Amsterdam, wo er den Niederländischen Pokal gewann, und Schweden hervor. Mit APOEL wurde er Pokalsieger und Vizemeister von Zypern.

## Werdegang
Spurgeon versuchte eine professionelle Karriere bei Tottenham Hotspur, wo er aber nur zu wenigen Einsätzen in der zweiten Mannschaft kam. Nach dem Wehrdienst kam er ab Oktober 1952 zum FC Margate, der in der Kent League spielte, wo er Titular der Reserve war, aber nur zweimal in der Kampfmannschaft rankam. Im Dezember 1953 wechselte er zum in der Isthmian League antretenden FC Leytonstone. Im April 1955 kehrte er zurück nach Margate, wo er aber bis zum Saisonende 1954/55 nicht über die Reservemannschaft hinauskam. Danach war er beim FC Folkestone in der Kent League und ab 1957/58 FC Herne Bay in derselben Liga, wo er in die Kampfmannschaft aufstieß, die aber 1958 nach einem Jahr Ligazugehörigkeit in die zweite Division abstieg. Zur Saison 1960/61 wechselte er zu Snowdown Colliery Welfare in der kurzlebigen Aetolian League. Anfang Oktober 1960 aber wurde Spurgeon als Trainer – als „coach“ im Gegensatz zum „manager“ – vom FC Clapton, weiland Schlusslicht der Isthmian League, angeheuert, wo er sogleich auch als Verteidiger eingesetzt wurde. Eine Knieverletzung soll das Ende der Fußballerkarriere von Spurgeon, der bereits als 24-Jähriger ca. 1957 seine Trainerausbildung abgeschlossen hat, beschleunigt haben.
1961 löste er als 28-Jähriger seinen Landsmann Vic Buckingham als Trainer von Ajax Amsterdam ab, wo er den International Football Cup 1961/62 gewann. In der Liga wurde er mit dem Vizemeister des Vorjahres, bei dem Ton Pronk, Sjaak Swart, Co Prins und vor allem der Linksaußen Piet Keizer zu den bekannteren Spielern gehörten, nur Vierter. Unfreiwilligerweise, wie es heißt, blieb er nur eine Spielzeit beim Klub und der Österreicher Joseph Gruber ersetzte ihn. In der Zeit bei Ajax bewohnte er einen Bungalow nahe dem Trainingsgelände beim De Meer Stadion, und der Sohn der Putzfrau von Ajax, Johan Cruyff, aß gelegentlich mit seiner Familie.
Mit seinem Wechsel zu Blauw Wit Amsterdam, der 1961/62 als Aufsteiger Dritter wurde und damit die beste Platzierung der Vereinsgeschichte einfuhr, begann der Abstieg. Blau Wit wurde nur Elfter und stieg unter seinem Nachfolger in der Saison darauf sogar an und sollte nie mehr erstklassig werden.
Die nächste interessante Station war 1968 Dallas Tornado in der ersten Saison der North American Soccer League. Die Mannschaft des Erben einiger Ölmilliarden Lamar Hunt startete schlecht und suchte daher einen neuen Trainer für den entlassenen Bob Kap, der später europäische Fußballspieler als Kicker zum American Football holte und so zum Pionier wurde. Spurgeon konnte die fast vollständig aus namenlosen Legionären, vornehmlich Briten, bestehende Mannschaft auch nicht auf die Straße der Erfolgs führen, die somit mit nur zwei Siegen und vier Unentschieden aus 32 Spielen klarer Gruppenletzter wurde. „Als Tornado hättet ihr nicht einmal eine Kerze ausgeblasen“, soll er seine Spieler angeraunzt haben.
Nach einigen unbedeutenden Stationen landete er 1975 beim Stockholmer Vorortsverein AIK Solna, der im Jahr zuvor Vizemeister wurde. Spurgeon kündigte an, aus AIK einen großen Verein machen zu wollen und startete auch grandios in die Saison. Nach acht Spieltagen lag die Mannschaft auf Platz eins. Am neunten Spieltag am 29. Mai kam das Derby gegen Djurgårdens IF. Vor der größten Heimkulisse die AIK im 20. Jahrhundert haben sollte – über 40.000 Zuseher kamen ins Råsunda Stadion – verlor AIK mit 1:2 und ging auch der Tabellenführung verlustig. Die Ergebnisse wurden zusehends durchwachsener, und die Spieler fanden es auch zusehends blöder, dass sie Spurgeon mit „Boss“ anzusprechen hatten. Das Betriebsklima war gestört und im August schrieb Spurgeon in einem Brief an die Vereinsleitung, dass er sich von dieser nicht genug wertgeschätzt fühlt und sprach gleichzeitig seine Kündigung aus. Die Vereinsleitung schritt zur Tat und ersetzte ihn. Damit stabilisierten sich die Ergebnisse und AIK beendete die Saison als Fünfter.
1977/78 hatte er ein Engagement bei APOEL Nikosia, wo er Vizemeister wurde. Doch in Zypern ist es für APOEL nur wichtig vor dem Dauerrivalen um die Meisterschaft Omonia zu stehen. Damit blieb es für Spurgeon bei einem Jahr auf der Insel.
1979 kam er noch zu einem Engagement beim südwestschwedischen Erstligisten Landskrona BoIS, mit dem er im selben Jahr noch knapp die Klasse halten konnte, aber in seiner zweiten Saison fehlte dann das Glück.
Er verstarb nach im Dezember 1984 in Schweden, wo er zuletzt in Vittangi im Norden des Landes, wo sich Schweden mit Finnland gute Nacht sagt, lebte, an Motoneuron-Krankheit im Alter von 52 Jahren. Sein Sohn Kevin (* 1959) wurde ein professioneller Golfspieler.

## Statistischer Überblick
Spielerlaufbahn
- Bis 1951: Tottenham Hotspur
- 10/1952–12/1953: FC Margate
- 12/1953– ... FC Leytonstone
- 04/1955–06/1955: FC Margate
- 07/1956–06/1957: FC Folkestone
- 06/1957– ...: FC Herne Bay
- 1960: Snowdown Colliery Welfare
- 10/1960 - ...: FC Clapton

Trainerlaufbahn
Ligaplatzierungen in Klammern (erste Liga, wenn nicht anders angegeben).
- 07/1961–06/1962: Ajax Amsterdam (4.)
- 07/1962–06/1963: Blauw Wit Amsterdam (11.)
- 07/1963–06/1964: Heracles Almelo (13.)
- 07/1964–06/1966: Blauw Wit Amsterdam (zweite Liga: 3., 14.)
- 07/1966–06/1967: AGOVV Apeldoorn (dritte Liga)
- 1967–1968: Libyen (Nationalmannschaft)
- 07/1968–12/1968: Dallas Tornado
- 07/1969–06/1970: KV Mechelen (zweite Liga: 9.)
- 07/1970–12/1970: Lierse SK (erste Liga, vorzeitiger Abgang)
- 01/1975–08/1975: AIK Solna (5., vorzeitiger Abgang)
- 07/1977–06/1978: APOEL Nikosia (Vizemeister)
- 07/1979–12/1980: Landskrona BoIS (12., 13. / Abstieg)
- 1981: IFK Luleå

Erfolge
- International Football Cup: 1962
- Pokal der Niederlande: 1961
- Pokal von Zypern: 1978
- Vizemeisterschaft von Zypern: 1978